# Singapores Grand Prix 2018
Singapores Grand Prix 2018, officiellt 2018 Formula 1 Singapore Airlines Singapore Grand Prix, var ett Formel 1-lopp som kördes 16 september 2018 på Marina Bay Street Circuit i Singapore. Loppet var det femtonde av sammanlagt tjugoen deltävlingar ingående i Formel 1-säsongen 2018 och kördes över 61 varv.

## Kval
| Pos.                   | Nr | Förare            | Konstruktör               | Kvaltider | Kvaltider | Kvaltider | Start- grid |
| Pos.                   | Nr | Förare            | Konstruktör               | Q1        | Q2        | Q3        | Start- grid |
| ---------------------- | -- | ----------------- | ------------------------- | --------- | --------- | --------- | ----------- |
| 1                      | 44 | Lewis Hamilton    | Mercedes                  | 1.39,403  | 1.37,344  | 1.36,015  | 1           |
| 2                      | 33 | Max Verstappen    | Red Bull Racing-TAG Heuer | 1.38,751  | 1.37,214  | 1.36,334  | 2           |
| 3                      | 5  | Sebastian Vettel  | Ferrari                   | 1.38,218  | 1.37,876  | 1.36,628  | 3           |
| 4                      | 77 | Valtteri Bottas   | Mercedes                  | 1.39,291  | 1.37,254  | 1.36,702  | 4           |
| 5                      | 7  | Kimi Räikkönen    | Ferrari                   | 1.38,534  | 1.37,194  | 1.36,794  | 5           |
| 6                      | 3  | Daniel Ricciardo  | Red Bull Racing-TAG Heuer | 1.38,153  | 1.37,406  | 1.36,996  | 6           |
| 7                      | 11 | Sergio Pérez      | Force India-Mercedes      | 1.38,814  | 1.38,342  | 1.37,985  | 7           |
| 8                      | 8  | Romain Grosjean   | Haas-Ferrari              | 1.38,685  | 1.38,367  | 1.38,320  | 8           |
| 9                      | 31 | Esteban Ocon      | Force India-Mercedes      | 1.38,912  | 1.38,534  | 1.38,365  | 9           |
| 10                     | 27 | Nico Hülkenberg   | Renault                   | 1.38,932  | 1.38,450  | 1.38,588  | 10          |
| 11                     | 14 | Fernando Alonso   | McLaren-Renault           | 1.39,022  | 1.38,641  |           | 11          |
| 12                     | 55 | Carlos Sainz Jr.  | Renault                   | 1.39,103  | 1.38,716  |           | 12          |
| 13                     | 16 | Charles Leclerc   | Sauber-Ferrari            | 1.39,206  | 1.38,747  |           | 13          |
| 14                     | 9  | Marcus Ericsson   | Sauber-Ferrari            | 1.39,366  | 1.39,453  |           | 14          |
| 15                     | 10 | Pierre Gasly      | Scuderia Toro Rosso-Honda | 1.39,614  | 1.39,691  |           | 15          |
| 16                     | 20 | Kevin Magnussen   | Haas-Ferrari              | 1.39,644  |           |           | 16          |
| 17                     | 28 | Brendon Hartley   | Scuderia Toro Rosso-Honda | 1.39,809  |           |           | 17          |
| 18                     | 2  | Stoffel Vandoorne | McLaren-Renault           | 1.39,864  |           |           | 18          |
| 19                     | 35 | Sergey Sirotkin   | Williams-Mercedes         | 1.41,263  |           |           | 19          |
| 20                     | 18 | Lance Stroll      | Williams-Mercedes         | 1.41,334  |           |           | 20          |
| 107 %-gränsen:1.45,344 |    |                   |                           |           |           |           |             |
| Källor:                |    |                   |                           |           |           |           |             |

## Lopp
| Pos.    | Nr | Förare            | Konstruktör               | Varv | Tid/Bröt    | Grid | Poäng |
| ------- | -- | ----------------- | ------------------------- | ---- | ----------- | ---- | ----- |
| 1       | 44 | Lewis Hamilton    | Mercedes                  | 61   | 1:51.11,611 | 1    | 25    |
| 2       | 33 | Max Verstappen    | Red Bull Racing-TAG Heuer | 61   | +8,961      | 2    | 18    |
| 3       | 5  | Sebastian Vettel  | Ferrari                   | 61   | +39,945     | 3    | 15    |
| 4       | 77 | Valtteri Bottas   | Mercedes                  | 61   | 51,930      | 4    | 12    |
| 5       | 7  | Kimi Räikkönen    | Ferrari                   | 61   | +53,001     | 5    | 10    |
| 6       | 3  | Daniel Ricciardo  | Red Bull Racing-TAG Heuer | 61   | +53,982     | 6    | 8     |
| 7       | 14 | Fernando Alonso   | McLaren-Renault           | 61   | +103,011    | 11   | 6     |
| 8       | 55 | Carlos Sainz Jr.  | Renault                   | 60   | +1 varv     | 12   | 4     |
| 9       | 16 | Charles Leclerc   | Sauber-Ferrari            | 60   | +1 varv     | 13   | 2     |
| 10      | 27 | Nico Hülkenberg   | Renault                   | 60   | +1 varv     | 10   | 1     |
| 11      | 9  | Marcus Ericsson   | Sauber-Ferrari            | 60   | +1 varv     | 14   |       |
| 12      | 2  | Stoffel Vandoorne | McLaren-Renault           | 60   | +1 varv     | 18   |       |
| 13      | 10 | Pierre Gasly      | Toro Rosso-Honda          | 60   | +1 varv     | 15   |       |
| 14      | 18 | Lance Stroll      | Williams-Mercedes         | 60   | +1 varv     | 20   |       |
| 15      | 8  | Romain Grosjean   | Haas-Ferrari              | 60   | +1 varv     | 8    |       |
| 16      | 11 | Sergio Pérez      | Force India-Mercedes      | 60   | +1 varv     | 7    |       |
| 17      | 28 | Brendon Hartley   | Scuderia Toro Rosso-Honda | 60   | +1 varv     | 17   |       |
| 18      | 20 | Kevin Magnussen   | Haas-Ferrari              | 59   | +2 varv     | 16   |       |
| 19      | 35 | Sergey Sirotkin   | Williams-Mercedes         | 59   | +2 varv     | 19   |       |
| Bröt    | 31 | Esteban Ocon      | Force India-Mercedes      | 0    | Kollision   | 9    |       |
| Källor: |    |                   |                           |      |             |      |       |